# Epic Games Store
Epic Games Store è un negozio di videogiochi digitali per Microsoft Windows e macOS gestito da Epic Games. È stato lanciato a dicembre 2018 sia come sito Web che come applicazione autonoma, quest'ultima necessaria per scaricare i videogiochi e giocare. La vetrina fornisce un catalogo semplice, la gestione degli elenchi di amici, le sfide online e altre funzionalità. Epic Games ha dei piani per aggiungere ulteriori funzionalità al negozio, ma non prevede di inserire gli stessi servizi di altre piattaforme di distribuzione digitale, come forum di discussione o recensioni degli utenti, utilizzando invece piattaforme di social media esistenti per supportarli.
Epic è entrata nel mercato della distribuzione dopo il successo di Fortnite, che ha distribuito tramite i propri canali agli utenti su sistema Windows e macOS piuttosto che usare altri negozi. Tim Sweeney, fondatore e CEO di Epic Games, aveva dichiarato che la parte di guadagno di Steam, la principale vetrina di giochi gestita da Valve, era troppo alto, pari al 30% e ha ipotizzato che avrebbero potuto aprire un negozio con un minimo guadagno dell'8% e rimanere profittevoli. Al momento del lancio, Epic Games ha stabilito una fetta di guadagno del 12% per i titoli pubblicati attraverso lo store, oltre a eliminare la quota di licenza per i giochi progettati con il loro Unreal Engine, normalmente il 5% delle entrate.
Epic Games ha attirato sviluppatori ed editori verso il servizio offrendo accordi di esclusività temporali per la pubblicazione nel loro negozio, in cambio di un guadagno minimo garantito per ogni gioco, anche se per Epic ha comportato perdite sui giochi con vendite inferiori. Per allargare la base di utenti presenti nel negozio, Epic fin dall'apertura ha anche regalato uno o due giochi gratuiti ogni settimana per il primo anno di attività (ed oltre). Sebbene la piattaforma sia stata considerata di successo, non sono mancate critiche degli utenti verso Epic Games e a quegli sviluppatori o editori che optavano per accordi di esclusiva, affermando che questi limitavano il mercato.

## Negozio e videogiochi
L'Epic Games Store è un negozio per videogiochi disponibile tramite Web e tramite applicazione apposita. Sia il sito che l'applicazione consentono ai giocatori di acquistare giochi, mentre tramite l'app il giocatore può installare e mantenere aggiornati i propri giochi.
I giochi di nuova pubblicazione saranno disponibili in esclusiva solo per il negozio Epic e la società prevede di finanziare gli sviluppatori che scelgono di vendere esclusivamente attraverso il loro negozio, tramite entrate garantite agli sviluppatori, con Epic che paga la differenza se un gioco ha vendite inferiori alle previsioni. Per gli altri sviluppatori, Epic prende una quota del 12% delle entrate, il resto va allo sviluppatore e per tutti i giochi sviluppati utilizzando Unreal Engine, Epic rinuncia alla commissione del 5% basata sulle entrate per quei giochi venduti tramite il loro negozio. Dopo aver detratto le spese e altri servizi, in genere il profitto di Epic è pari a circa il 5% dei ricavi lordi, sebbene con le economie di scala, questo potrebbe aumentare fino al 6-7%. Secondo i calcoli di Epic, la commissione del negozio era giudicata sufficiente per essere redditizia.
Epic prevede di offrire un gioco gratuito ogni due settimane fino al 2019; questo è stato esteso a un gioco gratuito ogni settimana nel giugno 2019, e nelle settimane in cui il gioco gratuito aveva una classificazione dei contenuti per adulti e quindi bloccato se il controllo genitori era abilitato, Epic ha offerto un secondo gioco gratuito con diversa classificazione. Epic ha affermato di aver pianificato di continuare il programma di gioco in regalo per tutto il 2020. Durante i primi diciotto mesi di questo programma, Epic ha distribuito oltre duemila dollari di giochi, come stimato da PCGamesN. Epic Games ha anche offerto degli sconti, in cui Epic assorbe lo sconto dal prezzo di vendita. Ad esempio, durante i primi saldi nel maggio 2019 offriva uno sconto di 10 $ su qualsiasi gioco del valore di 15 $ o più.
Il negozio al momento del lancio aveva un set di funzionalità basilari, ma Epic prevede di sviluppare nel tempo ulteriori funzionalità paragonabili ad altri negozi digitali. Alla fine la vetrina offrirà recensioni degli utenti, ma questa funzione verrà soppesata dagli sviluppatori per evitare l'uso improprio da parte di attività come il review bombing. Il salvataggio nel cloud è stato aggiunto nell'agosto 2019, mentre il supporto preliminare per gli achievement e le mod degli utenti è stato aggiunto nel luglio 2020. Non ci sono piani per includere forum di utenti. La vetrina includerà un sistema di supporto basato su ticket per consentire agli utenti di segnalare bug e problemi tecnici per i giochi agli sviluppatori, mentre gli sviluppatori saranno incoraggiati a collegarsi a forum esterni e canali social di loro scelta, come Reddit e Discord.
Le informazioni tratte da OpenCritic sono state aggiunte nelle pagine dei videogiochi nel gennaio 2020 per fornire agli utenti recensioni professionali. Il negozio non ha funzionalità come il supporto per cuffie per realtà virtuale, né si prevede che abbia «caratteristiche basate sul gioco» simili alle carte collezionabili di Steam progettate per aumentare le vendite.
Il salvataggio nel cloud è stato introdotto su base molto limitata, gioco per gioco nel luglio 2019, anche se Epic prevede di estenderlo dopo aver convalidato la funzione. Nel dicembre 2019, Epic ha offerto agli sviluppatori e agli editori la possibilità di implementare la propria vetrina in-game per microtransazioni e altri acquisti per ogni gioco, pur mantenendo la possibilità di utilizzare invece la vetrina Epic.
Ove possibile, Epic prevede di estendere il suo programma "Support a Creator" che aveva lanciato in Fortnite Battle Royale ad altri giochi offerti nello store. Con il programma Support a Creator, i giocatori possono scegliere di indicare uno streamer o un creatore di contenuti, selezionato da Epic in base alle preferenze, da finanziare. Gli streamer supportati ricevono quindi entrate da Epic Games sulle microtransazioni effettuate attraverso l'Epic Games Store dai giocatori che li hanno supportati, incentivando questi creatori di contenuti; all'interno di Fortnite, i creatori avevano ricevuto circa il 5% del valore in contanti delle microtransazioni.

## Storia
La distribuzione digitale di giochi per personal computer prima dell'introduzione dell'Epic Games Store avveniva attraverso vetrine digitali come Steam e GOG.com, con Steam che era il canale dominante con circa il 75% di tutta la distribuzione digitale nel 2013. Valve, che gestisce Steam, trattiene una parte delle entrate del 30% di tutti i giochi venduti tramite i loro servizi, una cifra pari ad altri servizi come GOG.com ed altri negozi digitali per console e smartphone. Nell'agosto 2017, Tim Sweeney di Epic affermo' che il 30% non era più un taglio ragionevole e che Valve poteva ancora trarne profitto anche se avesse ridotto la propria quota di entrate all'8%.
Ai primi di dicembre 2018, Epic Games ha annunciato che avrebbe aperto un negozio digitale per sfidare Steam utilizzando una quota delle entrate del 12% anziché il 30% di Steam. Epic ha anche affermato che non avrebbe imposto restrizioni alla gestione dei diritti digitali (DRM) sui giochi venduti tramite la sua piattaforma. Il negozio venne aperto pochi giorni dopo, il 6 dicembre 2018, durante i Game Awards, con una manciata di giochi e un breve elenco di titoli in arrivo. Il negozio è attualmente disponibile per piattaforme macOS e Windows prima di espandersi ad Android e ad altre piattaforme previste nel futuro. Epic mira a lanciare una vetrina per dispositivi Android, aggirando il Google Play Store, dove allo stesso modo richiederà solo una fetta del 12% rispetto al 30% di Google. Mentre il monopolio di Apple, Inc. su iOS attualmente rende impossibile per Epic rilasciare un proprio negozio, gli analisti ritengono che se Google reagirà alla piattaforma di Epic riducendo la propria quota di guadagni, Apple sarà spinta a seguire l'esempio. Epic ha provato a chiedere a Google un'esenzione per aggirare i sistemi di pagamento di Google per gli acquisti in-app per l'app Fortnite Battle Royale, ma Google ha rifiutato.
Prima del lancio del negozio, il direttore del marketing, Sergey Galyonkin, aveva creato Steam Spy, un sito Web che raccoglieva i dati sull'utilizzo di Steam dai profili pubblici per creare statistiche sulle vendite rese pubbliche. Gestiva il sito come progetto secondario, ma lo usava per apprendere ciò che gli sviluppatori avrebbero voluto dal negozio di Epic, vale a dire meno elementi social e un'interfaccia più chiara e pulita. Il negozio sarà curato a mano fino all'apertura alle richieste degli sviluppatori a metà del 2019. Una volta a questo punto, lo staff di Epic ha ancora la facoltà di approvare i giochi per il negozio, un processo che «si concentra principalmente sul lato tecnico delle cose e sulla qualità generale», secondo Tim Sweeney. Sweeney non si aspetta che questo processo di verifica sia così rigoroso come i permessi necessari per pubblicare giochi su console, ma utilizzerà il giudizio umano per filtrare bloatware e altri titoli di scarsa qualità. Epic non prevede di pubblicare contenuti solo per adulti nello store.
Nel gennaio 2019, Ubisoft ha annunciato piani per distribuire i suoi giochi tramite l'Epic Games Store, con Tom Clancy's The Division 2 che sarà venduto sulla piattaforma (oltre al negozio Uplay di Ubisoft) invece che su Steam, dichiarandosi la prima grande Major ad utilizzare Epic Games Store. Ubisoft ha affermato che la scelta dell'Epic Games Store per i giochi futuri faceva parte di una più ampia discussione aziendale relativa a Steam. Chris Early, vice presidente di Ubisoft per le partnership e le entrate, ha descritto Steam come «irrealistico, l'attuale modello di business che hanno [...] non riflette il mondo di oggi in termini di distribuzione dei giochi». L'editore Deep Silver ha seguito l'esempio lo stesso mese, annunciando che Metro Exodus sarebbe stato esclusiva su Epic Games Store per un anno, a un prezzo ridotto di 50 $ (in Nord America) rispetto ai 60 $ che avrebbero richiesto su altri negozi. Epic ha successivamente stretto partnership con Private Division e Quantic Dream per la pubblicazione di altre esclusive.

## Opinione popolare
L'Epic Games Store venne annunciato pochi giorni dopo che Valve aveva rivelato un cambiamento nel modello di condivisione delle entrate di Steam che ridistribuiva la parte trattenuta da Valve, riducendo la quota delle entrate dal 30% al 25% dopo che un gioco avrebbe incassato più di 10 milioni di dollari e al 20% dopo 50 milioni. Diversi sviluppatori di giochi indipendenti espressero la preoccupazione che questo cambiamento avesse lo scopo di aiutare a incassare grandi sviluppatori ed editori AAA mentre non fosse utile per supportare gli sviluppatori più piccoli. Pertanto, quando venne annunciato l'Epic Games Store, diversi giornalisti lo considerarono un concorrente potenzialmente dannoso per l'attuale modello di guadagno di Steam. Alcuni sviluppatori ed editori annunciarono l'intenzione di rilasciare giochi che stavano pianificando di rilasciare tramite Steam esclusivamente tramite l'Epic Games Store, o di sfruttare l'esclusività temporale sul negozio di Epic prima di apparire su altri servizi. Gabe Newell di Valve ha accolto con favore la competizione, dicendo che «è fantastico per tutti. Ci mantiene onesti, mantiene tutti gli altri onesti», ma aggiunse che, a breve termine, la competizione sarebbe stata «aspra».
Nel suo primo anno durante il 2019, Epic ha dichiarato che lo Store ha attirato 108 milioni di clienti e ha portato oltre 680 milioni di dollari di vendite, con 251 milioni spesi per giochi di terze parti. Tra questi, il 90% delle vendite proveniva dalle esclusive temporali di Epic Games Store. Nel complesso, Epic ha dichiarato che le vendite complessive sono state del 60% superiori a quanto previsto.

### Giudizi sulle esclusive temporali
Per competere con Steam, Epic Games ha spesso concordato esclusive temporali per i nuovi giochi in vendita sull'Epic Games Store, in genere per la durata di sei mesi o un anno. Sweeney ha affermato che questa strategia è l'unico modo per sfidare la posizione dominante di Steam, e smetterà di contrattare l'esclusività se Valve dovesse ridurre la sua quota di entrate sotto il 30%. In caso contrario, Epic continuerà ad offrire offerte di esclusività sull'Epic Games Store da qualsiasi sviluppatore o editore interessato, indipendentemente da accordi precedenti fatti con Steam o altri store.
Alcuni consumatori hanno reagito negativamente a questi accordi di esclusiva, cosi come avviene ai giochi che vengono pubblicati in esclusiva temporale sulle console domestiche Metro Exodus, degli sviluppatori 4A Games e pubblicato da Deep Silver, era stato pianificato per essere venduto su Steam. Tuttavia, Deep Silver annunciò poche settimane prima dell'uscita che il gioco sarebbe stato un'esclusiva a tempo su Epic Games Store, eventualmente in seguito disponibile su Steam un anno dopo l'uscita. Alcuni utenti la presero molto male, scrivendo per principio recensioni negative del gioco su Steam e prendendosela con 4A Games. Deep Silver durante la lavorazione aveva finanziato 4A Games e precisò che la decisione per l'esclusività su Epic Games Store era stata presa dalla casa madre di Deep Silver, Koch Media. Nei giorni seguenti la pubblicazione del gioco, tuttavia i giocatori che avevano acquistato il gioco su Epic Games Store utilizzarono il sistema di recensioni di Steam per lodare il gioco, in quanto su Epic Games Store non era ancora previsto una modalità per scrivere recensioni (mancante tuttora). Phoenix Point, un successore spirituale di X-COM dal creatore originario Julian Gollop, venne finanziato attraverso il crowdfunding  con successo e venne data la possibilità di riscattarlo con chiavi digitali su Steam o GOG.com. A marzo 2019, Gollop annunciò di aver scelto di rendere Phoenix Point un'esclusiva per Epic Games Store per un anno; i sostenitori avrebbero ottenuto una chiave di riscatto per l'Epic Games Store, nonché per Steam o GOG un anno dopo, quando il periodo di esclusività sarebbe scaduto, oltre a ricevere gratuitamente il contenuto scaricabile del primo anno. Gollop in seguito spiegò che con l'accordo di esclusiva, il suo team aveva ricevuto ulteriore supporto finanziario per terminare i lavori su Phoenix Point. Diversi sostenitori si sentirono presi in giro per questa decisione, credendo che il team di Gollop avesse utilizzato i propri fondi per portare il gioco a un punto in cui avrebbero potuto ottenere ulteriori investimenti e quindi cambiare la destinazione del gioco. Gollop affermò che l'accordo con Epic Games non aveva modificato la direzione finale presa dal gioco ma si offrì di rimborsare i sostenitori, se avessero voluto indietro la cifra versata.